# El nino parfum
El nino parfum, s.r.o. je společnost, založená roku 1998 v Nové Pace. Je provozovatelem internetových parfumérií v Evropě, není však výrobcem prodávaného zboží. Svá zastoupení má v České republice, na Slovensku a v Polsku. V České republice působí pod obchodní značkou Elnino.cz.

## Předmět podnikání a obory činnosti
Do roku 2013 provozovala firma pouze e-shopy, bez kamenných prodejen. V současné době (rok 2021) firma provozuje čtyři kamenné prodejny v České republice a jednu na Slovensku. Společnost se snaží neustále inovovat a modernizovat fungování, aby si udržela své postavení na trhu. V roce 2014 například zprovoznila blog s názvem Selfino, zaměřený na parfémy a kosmetiku. V roce 2020 spustila projekt tematických encyklopedií – Encyklopedie vůní a Encyklopedie krásy. Tyto encyklopedie mají vzdělávací a informativní účel pro tematiku parfémů, parfémovaných vod a opalování.

## Certifikace a ocenění
Internetová parfumerie Elnino.cz se pravidelně umisťuje na předních příčkách anketní soutěže ShopRoku portálu Heureka.cz. V této soutěži parfumérie Elnino.cz získala opakovaně titul v kategorii Nejkvalitnější parfumérie v ČR (v letech 2009 až 2013). Dále se parfumérie Elnino.cz umístila mezi finalisty v kategorii Cena kvality: Krása a zdraví a Cena kvality: Parfémy (v letech 2014 až 2020). Společnost je držitelem certifikátů APEK a Ecommerce Europe Trustmark. Oba tyto certifikáty poskytují záruku bezpečného nákupu.